# Howard Chaykin
Howard Victor Chaykin (Newark, Estados Unidos, 7 de outubro de 1950) é um quadrinista norte-americano. Ganhou o Troféu HQ Mix de 2012 pela edição brasileira de sua graphic novel Black Kiss.